# Mount Stenhouse
Mount Stenhouse (kinesiska: 山地塘) är ett berg i Hongkong (Kina). Det ligger i den centrala delen av Hongkong. Toppen på Mount Stenhouse är 353 meter över havet och är den högsta punkten på ön Lamma Island.
Terrängen runt Mount Stenhouse är kuperad åt nordost, men åt nordväst är den platt.  Centrala Hongkong ligger 10,9 km norr om Mount Stenhouse. 